# Пронівщина
Пронівщина (Пронєвщина) — історична місцевість Києва у Солом'янському районі. Розташована в улоговині між Олександрівською Слобідкою та Турецьким містечком, що є одним із відрогів Совської балки.

## Історія
Назва походить від прізвища — князя Семена Пронського. У Новий час тут існував завод, де відливали дзвони. На карті 1753 року місцина позначена як Кухмістрівщина.
1799 року дворянин П.Козаківський випадково знайшов в цьому урочищі 32 відламки міді.
Починаючи з 1847 року хутір Пронівщина належав Києво-Софійському Митрополичому дому.
1879 року на хуторі був один двір та мешкало 3 осіб, 1896 року мешкало вже 7 осіб, 1900 року — 10. Хутір адміністративно належав до Білогородської волості Київського повіту.
1912 року на пагорбах над урочищем планувалося утворити однойменне дачне селище — в селищі мало бути забудовано 400 ділянок, однак реальне освоєння цих земель під садибну забудову розпочалося лише на межі 1940-1950-х років.
Частина Пронівщини нині забудована приватними садибами, частково зберегла вигляд природної улоговини, на дні якої знаходиться каскад ставків. Також існує Пронівська вулиця.